# Едуард Війральт
Едуард Війральт (20 березня 1898, Санкт-Петербург, Російська імперія — 8 січня 1954, Париж, Франція) — естонський художник.
Едуард Війральт народився поблизу Санкт-Петербурга у родині естонців, які працювали за наймом у російському помісті.
1909 року родина повернулася до Естонії й мешкала у Таллінні, де Едуард відвідував Талліннську школу образотворчого мистецтва й ремесла. З 1919 року Війральт продовжив навчання школі Паллас у Тарту в Антона Штаркопфа. Свої перші дереворити й ліногравюри він виконав ще у 1916 році. У 1922–1923 Війральт навчався в Дрезденській академії мистецтв під керівництвом професора Селмара Вернера і повернувся в Татру у 1923 році. У цей період він займався здебільшого ілюструванням книг.
З 1925 по 1939 Війральт мешкав у Парижі, потім деякий час провів у Естонії, а з 1946 року знову в Парижі, де й помер у віці 55 років, і був похований на цвинтарі Пер-Лашез.
Саме в Парижі Війральт створив свої найвідоміші роботи: «Пекло» (1930—1932), «Кабаре» (1931), «Проповідник» (1932), «Голови негрів» (1933) та «Клод» (1936).